# 神戸震災日記
神戸震災日記（こうべしんさいにっき）とは、1996年に新潮社より刊行された作家・田中康夫による書籍。

## 概要
田中康夫が1995年1月17日の朝、東京のホテルで目覚めるところから始まる。震災ボランティアとして神戸市のとある教会を拠点に、ゲンチャリで被災者と接してきた1年間の記録である。
被災者の心理、行政の在り方、報道の在り方、企業として支援の在り方について鋭い視点で綴られている。また四人への手紙ということで以下の人物への書簡が紹介されている。
- 中内㓛 ダイエー創業者
- 筑紫哲也 ニュースキャスター
- 笹山幸俊 神戸市長（当時）
- 貝原俊民 兵庫県知事（当時）

## 刊行書籍
- 新潮社 1996年1月17日。ISBN 4-10-365103-2
- 新潮社（新潮文庫）。1996年12月20日。ISBN 4-10-143408-5